# Український Тиждень (1933)
«Український Тиждень» — інформаційний тижневик, виходив у Празі 1933—1938 рр.; видавець і редактор — П. Зленко.
«Український Тиждень» подавав інформації з українського життя взагалі, зокрема у Празі й Чехо-Словаччині.